# Warren G. Magnuson
Warren Grant "Maggie" Magnuson (født 12. april 1905 i  Moorhead, Minnesota, USA, død 20. maj 1989 i Seattle, Washington, USA) var en amerikansk politiker. 
Magnusson blev født i Minnesota, hvor han gik i high school. Han gik efterfølgende på college i North Dakota. Senere flyttede han til Seattle, hvor han studerede på University of Washington fra 2. oktober 1925. Året efter fortsatte han på UW School of Law, hvor han blev færdig i 1929.
Han var over fire perioder medlem af Repræsentanternes Hus for Demokraterne fra 3. januar 1937 til 13. december 1944, hvor han repræsenterede delstaten Washington. Fra 14. december 1944 til 3. januar 1981 var han over 19 perioder medlem af Senatet for samme parti og samme delstat. Forinden blev han i 1932 valgt til Washingtons lokale Repræsentanternes Hus for Seattle, hvor han sad i en enkelt periode. Fra 1934 til 1936 var han anklager i King County.